# 杨纪珂
杨纪珂（1921年11月—2015年10月22日），男，江苏松江（今属上海市）人，中华人民共和国政治人物，曾任安徽省人民政府副省长，安徽省人大常委会副主任，中国致公党中央委员会副主席、名誉副主席。

## 生平
1944年在交通大学唐山工程学院毕业，1948年毕业于美国俄亥俄州立大学，获冶金硕士学位。曾任中國科學技術大學教授。